# Умбиликално-урахални синус
Умбиликално-урахални синус је урођени поремећај мокраћне бешике узрокован изостанком облитерације проксималног или дисталног дела алантоиса. Манифестација ове аномалије је чешћа код деце, а ређа код одраслих. За разлику од урахалног дивертикулума (патентни урахус), карактерише фокална дилатација умбиликалног дела остатка урахалног тракта.

## Ембриологија
Током 6. до 7. недеље гестације, алантоис се уграђује у бешику у развоју. Како фетус расте, урахална структура нормално пролази кроз регресију. Поремећај у овом процесу може довести до различитих урахалних абнормалности, укључујући:
- урахална циста (затворена врећа или врећа испуњена течношћу)

- урахална фистула (отворена веза између бешике и пупка)

- пупчано-урахални синус (делимична веза)

## Анатомија
Урахус је остатак структуре формиран током феталног развоја, а потиче од алантоиса, дела ембрионалног екскреторног система. Обично почиње од врха бешике до пупка, а по рођењу се обично облитерира и трансформише у средњи пупчани лигамент. Пупчано-урахални синус се јавља када је ова облитерација непотпуна, што резултује комуникацијом између бешике и пупка.

## Епидемологија
Умбиликално-урахални синус је ретко стање, чешће се јавља код мушкараца него код жена. Најчешће се дијагностикује код деце, иако се повремено јављају случајеви и код одраслих.

## Етиологија
Умбиликални урахални синус првенствено настаје непотпуним затварањем урахуса, остатка структуре која повезује бешику са пупчаном врпцом током феталног развоја. У нормалним околностима, урахус се облитерира након рођења, формирајући влакнасту врпцу. Ако се овај процес не догоди у потпуности, могу се развити различите клиничке аномалије, укључујући умбиликални урахални синус. Ево неколико кључних узрока и фактора који се односе на стање.
* Непотпуно затварање урахуса: као најдиректнији узрок умбиликалног урахалног синуса је неуспех урахуса да се потпуно санира након рођења, што доводи до синусног тракта.
* Развојне абнормалности: код одређених урођених стања која утичу на уринарни систем и могу повећати вероватноћу урахалних аномалија.
* Генетски фактори: породична историја урахалних остатака може сугерисати генетску предиспозицију за ове врсте развојних аномалија.
*Повезани услови: стања која утичу на друге абдоминалне структуре, као што су екстрофија бешике или друге урогениталне малформације, понекад могу бити повезана са урахалним аномалијама, уринарним трактом
* Фактори животне средине: су мање јасно дефинисани, и односе се на  одређене утицаје током трудноће који могу играти улогу у проблемима развоја урахуса.

## Патофизиологија
Патофизиологија пупчаног урахалног синуса се јавља код неуспеха нормалне облитерације урахуса, што доводи до абнормалне комуникације између бешике и пупка, са потенцијалом инфекцијом и другим компликацијама. Умбиликални урахални синус укључује непотпуну облитерацију урахуса, влакнасте врпца која повезује феталну бешику са пупчаном врпцом. 
Ево детаљног прегледа укључених механизма:
Урахус се формира током ембрионалног развоја као цев која повезује бешику са пупчаном врпцом, омогућавајући одвод урина из фетуса.
Након рођења, урахус се обично затвара и постаје влакнасти остатак познат као средњи пупчани лигамент. Ово затварање се обично дешава у првих неколико недеља живота.
Патофизиолошки механизам који доводи до умбиликалног урахалног синуса:
- Непотпуно затварање: у случајевима умбиликалног урахалног синуса, затварање урахуса се не дешава у потпуности. Ово може резултирати патентираном или делимично патентираном везом између бешике и пупка.

- Формирање синуса:  непотпуно затварање доводи до формирања синусног тракта који се протеже од бешике до пупка. У зависности од степена облитерације, ово може резултирати отвореним пупчаним синусом, који комуницира са бешиком.

- Потенцијал за инфекцију: присуство синуса може створити потенцијални пут за бактерије уринарног тракта да дођу до површине коже око пупка, што доводи до инфекције и упале. Ово се често манифестује као исцједак из пупка, који може бити бистар, замућен или гнојне природе.

- Епителизација: облога синуса може поново да се епителизује, што доводи до промена у типовима ћелија присутних у синусном тракту, што може да закомпликује даље лечење.

## Дијагноза
Дијагноза пупчано-урахалног синуса обично укључује клинички преглед и радиолошка снимања.
Уобичајени дијагностички кораци укључују:
- Физички преглед: инспекција пупчане регије може открити знаке инфекције или исцједак.

- Ултразвук:  абдомена може помоћи у визуализацији било каквих абнормалности у остатку ураха.

- ЦТ или МРИ: ове технике снимања се могу користити за оцртавање анатомије синуса и процену повезаних компликација.

## Клиничка слика
Симптоми пупчано-урахалног синуса могу варирати у зависности од степена стања и од тога да ли се јављају компликације. Уобичајени симптоми укључују:
- Исцедак из пупка: који  може бити бистар, замућен или гнојни, што често указује на инфекцију или накупљање течности у синусу.

- Умбиликални еритем: који до црвенила и упале око пупка, посебно ако постоји инфекција.

- Трајна влажна пупчана област: па пупчана регија може изгледати влажна упркос одговарајућим хигијенским напорима.

- Бол или нелагодност у трбуху,: који у неким случајевима, пацијенти могу искусити у виду генерализованог бола у трбуху, посебно ако постоје повезане инфекције уринарног тракта.

- Уринарни симптоми:  као што су повећана учесталост, хитност или бол током мокрења могу се јавити ако постоји веза са бешиком.

- Грозница: ако се инфекција развије

- Смрдљив исцедак: који може указивати на инфекцију или некрозу синусног тракта.

## Терапија
Примарни терапија за пупчано-урахални синус је хируршка интервенција. Ексцизија синусног тракта се генерално изводи како би се спречиле поновне инфекције и компликације. Хируршки захват подразумева уклањање синуса и обезбеђивање потпуног затварања било какве комуникације са бешиком.

### Посеба нега
Пацијентима је потребно пажљиво праћење знакова инфекције или компликација након хируршке ексцизије.
Правилна нега рана, накнадни прегледи и едукација пацијената о знацима инфекције су од виталног значаја за успешан опоравак.

## Прогноза
Прогноза за пацијенте са пупчано-урахалним синусом је генерално добра уз одговарајући хируршки третман. Ексцизија синуса обично спречава рецидив и минимизира ризик од компликација. Рана дијагноза и интервенција су кључни за спречавање хроничне инфекције и потенцијалних компликација.

## Компликације
Ако се не лечи, синус може довести до хроничних инфекција, перформативних апсцеса или чак може обезбедити пут за развој сложенијих проблема као што:
- инфекција, са могућим формирањем апсцеса.

- истовремена појава тумора.

- развој урахалне цисте

- потенцијал за малигнитет у узнапредовалим случајевима (иако ретко)